# 이반 뇌제와 그의 아들 이반
1581년 11월 16일 이반 뇌제와 그의 아들 이반(러시아어: Иван Грозный и сын его Иван 16 ноября 1581 года)은 러시아 제국의 화가 일리야 레핀의 유화 작품으로, 1883년에 제작에 착수하여 1885년에 완성되었다. 본 작품은 루스 차르국의 차르 이반 4세가 황태자인 그의 아들 이반을 살해한 후 후회와 충격에 휩싸인 모습을 묘사하고 있다.

## 참고 문헌
- 권정임 (2014년 6월). “레핀의 «1581년 11월 16일 이반 뇌제와 그의 아들 이반» : 뇌제의 형상, 표현성의 회화, 정치적 알레고리”. 《슬라브학보》 29 (2): 81-111.